# Rodiá (Héraklion)
Pour les articles homonymes, voir Rodia (homonymie).
Rodiá, en grec moderne : Ροδιά, est un village du dème de Malevízi, de l'ancienne municipalité de Gázi, dans le district régional d'Héraklion en Crète, en Grèce. Selon le recensement de 2011, il compte 798 habitants.

## Histoire
Rodiá est anciennement connu sous le nom de Rogdia et mentionné, pour la première fois, en 1248, sous le nom de Rodea, avec un pâturage du monastère de Sfakas (situé près de Mýrtos). Il est également appelé Chera Rodea dans un document des Archives Ducales de Chandakas, datant de 1395. Il est aussi mentionné dans le recensement turc, de 1671, avec le nom de Rodya, faisant partie de la province de Malevizi. Chiera Rodea est aussi noté dans un croquis du cartographe Francesco Basilicata, de 1618.

## Source de la traduction
- (el) Cet article est partiellement ou en totalité issu de l’article de Wikipédia en grec moderne intitulé « Ροδιά Ηρακλείου » (voir la liste des auteurs).